# Joakim Lundström
Joakim Lundström (ur. 25 lutego 1984 w Gävle) – szwedzki hokeista.

## Kariera
- Stockholm 2 (2000)
- Brynäs J20 (2000-2004)
- Brynäs IF (2003-2005)
- Almtuna IS (2004-2005)
- Valbo HC (2005-2006)
- IF Sundsvall Hockey (2006-2010)
- Frölunda HC (2010-2011)
- Borås HC (2011)
- Timrå IK (2011-2013)
- Admirał Władywostok (2013)
- HIFK Hockey (2013-2014)
- Leksands IF (2014-2015)
- KHL Medveščak Zagrzeb (2015-2016)
- HC Nové Zámky (2016-2017)
- HC Koszyce (2017-2018)
- HSC Csíkszereda (2019-)

Wychowanek klubu Strömsbro IF. Od lipca do listopada 2013 zawodnik Admirała Władywostok w lidze KHL. Od grudnia 2013 związany tymczasowym kontraktem na okres miesiąca z fińskim klubem HIFK. Od września 2014 do kwietnia 2015 zawodnik Leksand. Od października 2016 zawodnik KHL Medveščak Zagrzeb. Od 2016 zawodnik HC Nové Zámky. Od czerwca 2017 zawodnik HC Koszyce. Po sezonie 2017/2018 odszedł z klubu. Od listopada 2018 był zawodnikiem rumuńskiego HSC Csíkszereda. W połowie 2019 zakończył karierę.